# André Comte-Sponville
André Comte-Sponville (Párizs, 1952. március 12. –) a kortárs francia filozófia egyik jelentős képviselője.

## Életrajza
A párizsi École normale supérieure-ben végezte tanulmányait Louis Althusser francia marxista filozófus tanítványaként és barátjaként. 1998-ig a Sorbonne (Université Paris I) előadótanárjaként tevékenykedett. 1998-tól kezdődően művei megírására szentelte idejét. 2008-tól a franciaországi Nemzeti Etikai Konzultatív Bizottság (Comité consultatif national d'éthique) tagja.

## Szellemi elődei és kortársai
Materialista, racionalista és ateista filozófusként határozva meg önmagát, André Comte-Sponville gondolatvilága Epikurosz, a sztoikusok, Montaigne és Spinoza nyomdokain haladva bontakozott ki. Kortársai közül Comte-Sponville Claude Lévi-Strauss-t, Marcel Conche-t, Clément Rosset-t, Szvámi Prajnanpadot és Krisnamurtit érezte közel önnön világlátásához.

## Művei
- Kis könyv a nagy erényekről. Fordította Saly Noémi. Osiris kk., Budapest, 1998.
- 1984: Traité du désespoir et de la béatitude, Párizs, PUF, 1-2. kötet(Le mythe d'Icare/ Vivre, 1988), rééd. PUF, 2002 ISBN 978-2130529606 (franciául)
- 1989: Une éducation philosophique, PUF. (franciául)
- 1991: Pourquoi nous ne sommes pas nietzschéens (en collaboration), Párizs, Grasset ; rééd. Le Livre de poche, 2002 ISBN 978-2253943303
- 1992: L'Amour la solitude, Albin Michel, Paroles d'Aube ISBN 2909096076 ; rééd. Albin Michel, 2000 ; rééd. Le Livre de Poche, 2003
- 1993: Je ne suis pas philosophe – Montaigne et la philosophie, ed. Honoré Champion
- 1994: Valeur et vérité (Etudes cyniques), PUF Collection : Perspectives critiques, ISBN 978-2130461272
- 1995: Camus, de l'absurde à l'amour (en collaboration avec Laurent Bove et Patrick Renou), éd. Paroles d'Aube ISBN 978-2909096414, réed. La Renaissance du Livre, 2001 ISBN 9782804604868
- 1995: Petit Traité des grandes vertus, PUF ISBN 978-2130466710 ; réédition Seil, 2006 ISBN 978-2020881753
- 1998: Impromptus, PUF ISBN 978-2130477808
- 1998: Pensées sur l'amour, Albin Michel ISBN 978-2226091253
- 1998: Pensées sur la connaissance, Albin Michel ISBN 978-2226090423
- 1999: La Sagesse des modernes (avec Luc Ferry), Robert Laffont ISBN 978-2266093064
- 1999: L'Être-temps, PUF ; Compte rendu dans la Revue philosophique de la France et de l'étranger, tome 126 2001/3, ISBN 2130497985 ;
- 1999: Le Gai Désespoir, éd. Alice (Lièges) ISBN 978-2930182124
- 2000: Pensées sur la sagesse, Albin Michel ISBN 978-2226090409
- 2000: Présentations de la philosophie, Albin Michel ISBN 2226117369 ; Compte rendu dans la Revue philosophique de la France et de l'étranger, tome 126 2001/4, réédition en 2004, Albin Michel ISBN 978-2226117366
- 2001: Dictionnaire philosophique, PUF ISBN 978-2130516712
- 2004: Le capitalisme est-il moral ? Albin Michel ISBN 978-2226142207 ; rééd. Le Livre de Poche, 2006 ISBN 978-2253117223 ; rééd. avec une postface inédite, Albin Michel, 2009 ISBN 978-2226192912 ; Compte rendu dans la revue Étvdes, tome 400 2004/5,
- 2005: La Philosophie, PUF. coll « Que sais-je ? » ISBN 978-2130548515
- 2005: Dieu existe-t-il encore ? , Cerf collection : Philo & Théol ISBN 978-2204079754
- 2005: La Vie humaine (avec des dessins de Sylvie Thybert), éd. Hermann, ISBN 978-2705666002
- 2003: Le Bonheur, désespérément, Pleins Feux ; réédition Librio, texte intégral, ISBN 978-2290334515
- 2006: La plus belle histoire du bonheur , Seuil collection Points, ISBN 978-2020849593
- 2006: L'Esprit de l'athéisme, Albin-Michel, ISBN 9782226172730 ; rééd. Le Livre de Poche ISBN 978-2253124665
- 2006: De l'autre côté du désespoir – Introduction à la pensée de Svâmi Prajnânpad, Éditions Accarias L'originel
- 2008: Le Miel et l'Absinthe (Poésie et philosophie chez Lucrèce), Éditions Hermann, ISBN 978-2705666569
- 2009: Du corps, PUF, ISBN 978-2130574217
- 2010: Le goût de vivre, Albin Michel, ISBN 9782226206084

## Közlései szöveggyűjteményes kiadványokban
- 1996: Arsène Lupin, gentilhomme-philosopheur co-auteur : François George, Le Félin, collection : Vif ISBN 978-2866452414
- 2003: A-t-on encore besoin d'une religion ? : André Comte-Sponville, Bernard Feillet, Alain Rémond, et Alain Houziaux , éditions de l'Atelier ISBN 978-2708236950
- 2006: Aimer désespérément, Albin Michel, avec Étienne Klein, Jean-Yves Leloup, Marie de Solemne ISBN 978-2226172808
- Le Management relationnel : Manager et Managé sont dans un bateau... Philippe Van Den Bulke, Ivan Monème, Luc Doublet, et André Comte-Sponville , réédition chez Dunod, collection : Progrès du management ISBN 978-2100497768
- 2006: Écologie et spiritualité, Albin Michel, avec, entre autres, Jacques Brosse, Eugen Drewermann, Albert Jacquard, Jacques Lacarrière, Théodore Monod, Jean-Marie Pelt, Pierre Rabhi, Annick de Souzenelle... ISBN 2226172823
- 2009: L'art De Platon à Deleuze : Éric Oudin, Cyril Morana, préface d'André Comte-Sponville ISBN 978-2212544589
- 2009: L'amour, de Platon à Comte-Sponville, par Catherine Merrien, préface d'A. Comte-Sponville, Éditions Eyrolles

## Magyarul
- Kis könyv a nagy erényekről; ford. Saly Noémi; Osiris, Bp., 1998 (Osiris könyvtár. Filozófia)
- Philippe Capelle–André Comte-Sponville: Isten létezik-e még?; ford. Szalai Virág; Napvilág, Bp., 2009